# STALAG XVII B Krems-Gneixendorf

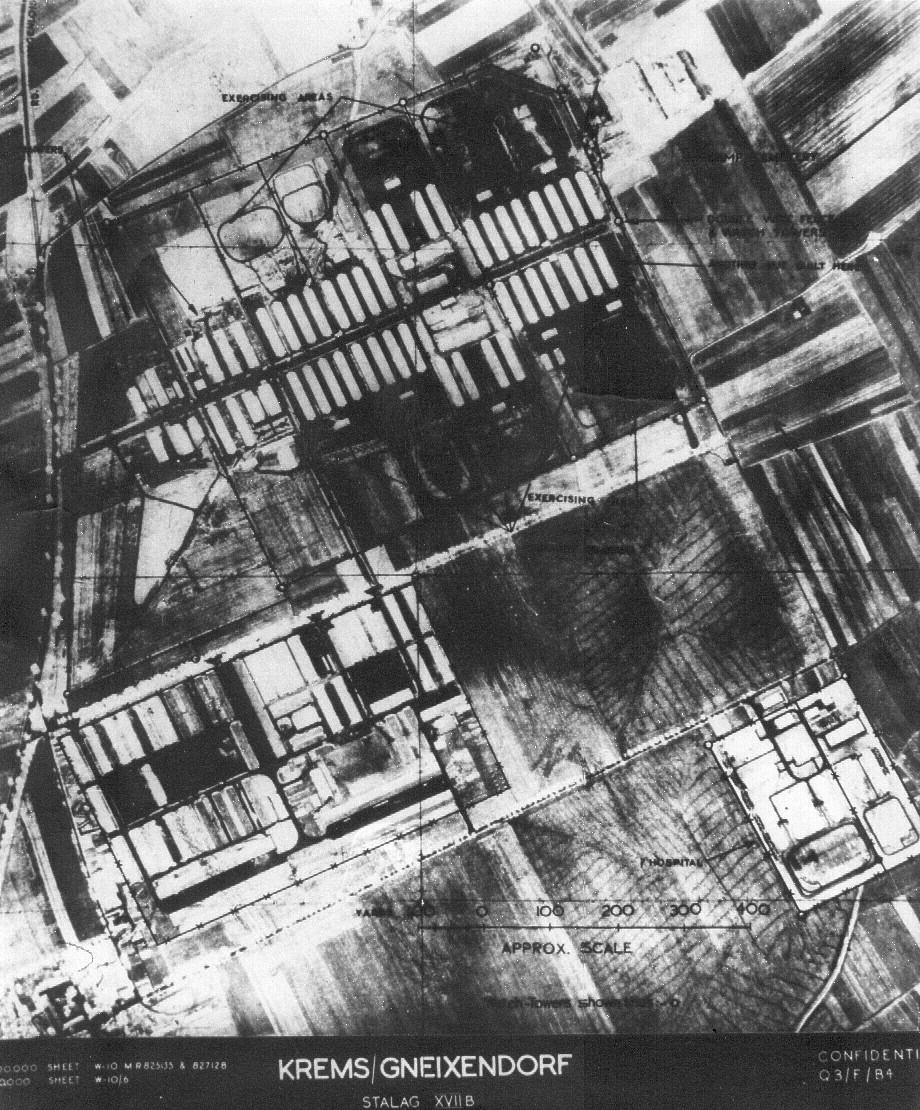
Luftbild Krems-Gneixendorf der United States Army Air Forces (1941)

Das STALAG XVII B Krems-Gneixendorf lag in der Ortschaft Gneixendorf in der Statutarstadt Krems an der Donau in Niederösterreich. Es war im Zweiten Weltkrieg eines der größten Kriegsgefangenenlager des Dritten Reiches und das größte Kriegsgefangenenlager auf dem Gebiet des heutigen Österreich. 2021 wurde ein Gedenkraum eingerichtet.
Rund 2000 Gefangene kamen in dem Lager aufgrund von Seuchen und Mangelernährung ums Leben.

## Geschichte
Ab September 1939 befand sich auf dem Areal ein sogenanntes Dulag (Durchgangslager), welches offiziell am 26. Oktober in ein STALAG (Kriegsgefangenen-Mannschaftsstammlager bzw. Stammlager) umgewandelt wurde. Die Nennung ergab sich mit STALAG, dann die römische Ziffer vom Wehrkreis XVII (Wien), dann der Buchstabe aus der Chronologie der Gründung (A für Stalag XVII A Kaisersteinbruch) und zuletzt die Ortsbezeichnung.
Zum Stalag XVII B gehörten zeitweise bis zu 66.000 Kriegsgefangene unterschiedlichster Nationalität, darunter vor allem Franzosen, Belgier, Serben, Polen, Briten, sowjetische Kriegsgefangene und italienische Militärinternierte. Im Oktober 1943 wurde für die Aufnahme von insgesamt 4.300 amerikanischen Fliegerunteroffizieren ein eigenes „Teillager der Luftwaffe“ eingerichtet, eine Besonderheit unter den Stammlagern im Dritten Reich. Hier entstanden unter anderem das Theaterstück „Stalag 17“, die literarische Vorlage für Billy Wilders gleichnamigen Spielfilm, sowie zahlreiche Gedichte, Zeichnungen oder Lagerzeitungen.
Das Lager wurde am 9. Mai 1945 von der Roten Armee befreit und diente nach der Repatriierung der ehemaligen Lagerinsassen vorübergehend als Unterbringung für sowjetische Besatzungssoldaten. Bald nach Kriegsende wurden die Baracken abgerissen und das Lagerareal dem Erdboden gleichgemacht.

## Anlage
Das im Westen gelegene Vorlager beinhaltete Büros für die Lagerleitung und die Abwehrgruppe, ein Gefängnis, Unterkünfte für Ärzte und Quarantäne-Baracken für die Neuankömmlinge. Ungefähr einen Kilometer entfernt war das Truppenlager mit den Unterkünften der Wachmannschaft, daneben entstand 1941 das Lazarett für die Kriegsgefangenen mit 300 Betten. Im Südosten befand sich in der Nähe vom heutigen Flugplatz Krems-Langenlois der Waldfriedhof des Lagers, wo mehr als 1.600 sowjetische Kriegsgefangene beerdigt wurden.

## Unterbringung
Die Unterbringung der Kriegsgefangenen erfolgte in Holzbaracken mittig geteilt mit einem Waschraum mit sechs Waschbecken, die Stockbetten hatten drei Ebenen. Eine Doppelbaracke war für 400 Kriegsgefangene ausgelegt, vier solche Baracken bildeten insgesamt zwölf Sektoren, die jeweils mit Stacheldrahtzäunen mit vier Metern Höhe abgegrenzt waren. Zur Überwachung dienten Wachtürme mit beweglichen Scheinwerfern.